# Castello d'Alceste
Castello d'Alceste è un'altura che occupa il punto più alto (119 m s.l.m.) del territorio del comune di San Vito dei Normanni in provincia di Brindisi in Puglia e ricopre una superficie di circa 23 ettari.
Dalla sommità si può ammirare un vasto panorama dei principali insediamenti antichi della parte istmica del Salento (Oria, Mesagne, Muro Tenente, Ostuni, Carovigno, Ceglie Messapica). Qui si trova un primo recinto con pietre a secco ed una recinzione più larga alla base del colle ad andamento quasi circolare.

## L'area archeologica

### La scoperta
Nel 1985 sul colle viene scoperta un'importante area archeologica che era rimasta praticamente sconosciuta per secoli.
Tra il 1995 e 2000 si è avviata un'operazione di recupero e di ricerca, attraverso lo scavo in estensione e la prospezione sistematica dell'area attraverso foto aeree. Il lavoro è stato frutto della collaborazione tra Soprintendenza per i beni archeologici di Taranto, l'Università del Salento (Dipartimento di Beni Culturali) e il Comune di San Vito dei Normanni.

### La composizione
Lo scavo ha permesso di identificare le tracce di un villaggio a capanne della seconda metà dell'VIII secolo a.C. e abitazioni a pianta ovale con copertura di materiale deperibile. Ad esse si sovrappongono nel VI secolo a.C. costruzioni con un impianto completamente diverso, che riflettono l'avvento di nuove tecniche costruttive e di un nuovo modo di concepire lo spazio abitativo. Le case di questo periodo sono articolate in più ambienti e presentano complessi sistemi di copertura che fanno uso di tegole.
Gli edifici si affacciavano su strade pavimentate con cocci sminuzzati e convergevano in una grande piazza sulla parte più alta della collinetta.
L'area archeologica offre una possibilità rara: osservare lo sviluppo di un abitato arcaico in un momento in cui cominciano a manifestarsi nuove forme di organizzazione insediativa. Le due diverse tecniche di costruzione riflettono, infatti, cambiamenti sociali di più vasta portata.
L'insediamento viene abbandonato definitivamente agli inizi del V secolo a.C.: lo scavo archeologico permette di leggere le tracce di una distruzione violenta. È probabile che tale evento vada ricollegato alle lotte che, in quel periodo, opponevano i Greci di Taranto alle popolazioni messapiche. Alle guerre tra Tarantini e Iapigi (o Messapi) fanno riferimento numerosi scrittori antichi; un vivido resoconto ci è stato tramandato da Erodoto (VII, 170,3).

## Il museo diffuso
Il 29 luglio 2009, nell'ambito della Giornata del Paesaggio, è stato inaugurato nella contrada Castello d'Alceste, il museo diffuso. Secondo del territorio pugliese, dopo quello di Cavallino, è stato realizzato anche grazie al supporto della Fondazione Cariplo-Acri Sviluppo Sud.